# US FRAN
Union Sportive du Foyer de la Régie Abidjan-Niger w skrócie US FRAN – burkiński klub piłkarski grający niegdyś w pierwszej lidze burkińskiej, mający siedzibę w mieście Bobo-Dioulasso.

## Sukcesy
- I liga[1]:
  - mistrzostwo (3): 1963, 1964, 1968

- Puchar Burkiny Faso[2]:
  - zwycięzca (5): 1966, 1967, 1969, 1971, 1974
  - finał (2): 1975, 1989

## Występy w afrykańskich pucharach
| Sezon | Rozgrywki       | Runda | Kraj    | Klub                  | Dom | Wyjazd | Dwumecz |
| ----- | --------------- | ----- | ------- | --------------------- | --- | ------ | ------- |
| 1969  | Puchar Mistrzów | 1     | Gwinea  | Conakry II            | 2–7 | 0–2    | 2–9     |
| 1992  | Puchar CAF      | 1     | Mali    | Djoliba Athletic Club | 1–0 | 1–2    | 2–2     |
| 1992  | Puchar CAF      | 2     | Nigeria | Shooting Stars FC     | 1–1 | 0–3    | 1–4     |

## Stadion
Domowe mecze klub rozgrywa na stadionie o nazwie Stade Wobi Bobo-Dioulasso w Bobo-Dioulasso. Stadion może pomieścić 10000 widzów.

## Reprezentanci kraju grający w klubie
Stan na styczeń 2023.
| - Mikayoul Dramé - Rodrigue Kam - Laurent Banady | - Sidiki Diarra - Dominique Sanou |